# Oka (Angara)
 For alternative betydninger, se Oka. (Se også artikler, som begynder med Oka)
Oka (russisk: Ока Саянская, tr. Oka Sajanskaja; burjatisk: Аха гол, tr. Akha gol; soyot: Ок хем, tr. Ok khem) er en venstre biflod til Angara i Republikken Burjatia og Irkutsk oblast i Den Russiske Føderation.
Oka stammer fra Okasøen, 20 km nord for massivet Munku-Sardyk i det østlige Sajan. Strømmer først mod nordvest, krydser derefter en smal dal i det østlige Sajan, hvor der er impassable strømfald. Den nederste del fra Irkutsk til Tjeremkhovskoj flyder roligere og udmunder i Angara/Bratskreservoiret. Den gennemsnitlige vandføring  er 274 m³/sek. Oka fryser til i slutningen af oktober eller begyndelsen af november, åbner i slutningen af april eller begyndelsen af maj.  